# Scrophularia leucoclada
Scrophularia leucoclada är en flenörtsväxtart som beskrevs av Aleksandr Andrejevitj Bunge. Scrophularia leucoclada ingår i släktet flenörter, och familjen flenörtsväxter. Inga underarter finns listade i Catalogue of Life.